# 에반 퍼거슨
에반 조 퍼거슨 (Evan Joe Ferguson, 2004년 10월 19일 ~ )는 아일랜드의 축구 선수이며, 현재 로마에서 공격수로 뛰고 있다.